# Al Harrington (Basketballspieler)
Albert „Al“ Harrington  (* 17. Februar 1980 in Orange, New Jersey) ist ein ehemaliger US-amerikanischer Basketballspieler, der von 1998 bis 2014 in der NBA aktiv war. Harrington ist der Cousin des NBA-Spielers Dahntay Jones.

## Laufbahn
Geboren in Orange, wuchs Harrington in Roselle auf und spielte Basketball an der St. Patrick High School in Elizabeth. Er wurde von USA Today zum National Player of the Year erklärt und 1998 McDonald’s High School All-American in seiner letzten High-School-Saison.

### NBA

#### Indiana Pacers (1998–2004)
Mit nur 18 Jahren wurde Harrington von den Indiana Pacers mit dem 25. Pick des NBA-Drafts 1998 ausgewählt und verbrachte sechs Spielzeiten bei den Pacers. In der Saison 2001/02 konnte er durchschnittlich 13,1 Punkte und 6,3 Rebounds pro Spiel verbuchen. Seine Saison endete in dem Spiel gegen die Boston Celtics, als er sich eine Knieverletzung zu zog, die ihn zwang, die letzten 38 Spiele der Saison zu verpassen.
Sein Comeback feierte er in der Saison 2002/03, einer Saison, in der er als einziger Spieler der Pacers alle 82 Spiele absolvierte und durchschnittlich 12,2 Punkte und 6,0 Rebounds pro Spiel erzielte. In der folgenden Saison steigerte er seine Durchschnittswerte leicht auf 13,3 Punkte und 6,4 Rebounds pro Spiel und wurde Zweiter in der Abstimmung für den NBA Sixth Man of the Year Award. Er war ein wesentlicher Spieler der Pacers bei ihrer ersten Play-off-Teilnahme seit dem Jahr 2000.

#### Atlanta Hawks (2004–2006)
Am 15. Juli 2004 wechselte Harrington zu den Atlanta Hawks im Austausch für Stephen Jackson. Harrington wurde schließlich über Nacht zum Starter, aber die Hawks waren nicht so erfolgreich wie die Pacers.

#### Zum Zweiten Mal bei den Pacers (2006–2007)
Am 22. August 2006 tauschten die Indiana Pacers mit den Atlanta Hawks John Edwards und einen 2007 Erstrunden-Draft-Pick  gegen Harrington, der dadurch zu den Pacers zurückkam. In der Saison 2006/07 trug Harrington die Trikotnummer #32, weil seine erste Wahl, #3, von seinem Teamkollegen Šarūnas Jasikevičius getragen wurde.

#### Golden State Warriors (2007–2008)
Am 17. Januar 2007 wurde Harrington zusammen mit seinen Teamkollegen Stephen Jackson, Šarūnas Jasikevičius und Josh Powell für Troy Murphy, Mike Dunleavy jr., Ike Diogu und Keith McLeod zu den Golden State Warriors transferiert.

#### New York Knicks (2008–2010)
Am 21. November 2008 wurde Harrington an die New York Knicks im Tausch für Jamal Crawford abgegeben. In seinen zwei Spielzeiten für die Knicks spielte er den besten Basketball seiner Karriere, obwohl er in beiden Jahren nicht die Play-offs erreichte. In 140 Spielen (66 Starts) erzielte er durchschnittlich 19,2 Punkte, 5,9 Rebounds, 1,4 Assists und 1,0 Steals in 32,7 Minuten pro Spiel.

#### Denver Nuggets (2010–2012)
Am 15. Juli 2010, unterzeichnete Harrington einen mehrjährigen Vertrag mit den Denver Nuggets. In der Saison 2010–11 erzielte er durchschnittlich 10,5 Punkte, 4,5 Rebounds und 1,4 Assists in 22,8 Minuten Spielzeit pro Spiel. Die Nuggets beendeten die Saison mit 50-32 als fünftbestes Team in der Western Conference und als  zweitbestes Team in der Northwest Division. Die Oklahoma City Thunder besiegten die Nuggets in fünf Spielen in der ersten Runde der Playoffs 2010.

#### Orlando Magic (2012–2013)
Am 10. August 2012 wurde Harrington durch einen Vier-Nationen-Handel zu den Orlando Magic transferiert, wobei Dwight Howard zu den Los Angeles Lakers geschickt wurde. Er spielte für die Magic in der Saison 2012–13 nur 10 Spiele und machte durchschnittlich 5,1 Punkte, 2,7 Rebounds und 1,0 Assists in 11,7 Minuten pro Spiel. Mit den Magic beendete er die Saison mit einer Bilanz von 20-62, der schlechtesten Bilanz in der NBA-Geschichte. Am 2. August 2013 wurde Harrington von den Magic entlassen.

#### Washington Wizards (2013–2014)
Am 14. August 2013 unterzeichnete Harrington bei den Washington Wizards. Er spielte 34 Spiele für die Wizards und erzielte im Schnitt 6,6 Punkte.

#### Seit 2014
Er verließ die Wizards und unterschrieb in China, bei den Fujian Sturgeons, verließ jedoch das Team nur 2 Monate später und kehrte in die USA zurück.
Am 18. März 2015 verkündete Harrington seinen Rücktritt vom Profisport und trat eine Stelle als Assistenztrainer bei den Denver Nuggets an.